# Elecciones para gobernador de California de 2018
La elección para gobernador de California de 2018 tuvo lugar el 6 de noviembre. La elección primaria se llevó a cabo el 5 de junio.

## Candidatos

### Partido Demócrata
- Akinyemi Agbede, matemático[3]
- Juan M. Bribiesca, médico jubilado[4]
- Thomas J. Cares, director ejecutivo de una empresa emergente de blockchain[5]
- John Chiang, Tesorero de California[6]
- Delaine Eastin, ex superintendente de instrucción pública del estado de California[7]
- Robert Davidson Griffis, candidato libertario para Presidente de los Estados Unidos en 2016
- Albert Caesar Mezzetti, exconcejal de la ciudad de Manteca
- Gavin Newsom, vicegobernador de California[8]
- Amanda Rentería, directora política nacional de la campaña presidencial de Hillary Clinton de 2016 y candidata al 21.º distrito congresional de California en 2014[9]
- Michael Shellenberger, fundador del Breakthrough Institute[10]
- Klement Tinaj, actor, artista marcial, especialista y productor
- Antonio Villaraigosa, exalcalde de Los Ángeles[11][12][13]

### Partido Republicano
- Travis Allen, asambleísta estatal[14]
- John H. Cox, empresario[15][16]
- Yvonne Girard, veterano militar de EE. UU.
- Peter Y. Liu, empresario, agente inmobiliario, veterano del ejército de EE. UU.
- Robert C. Newman II, empresario, psicólogo, agricultor

### Partido Libertario
- Zoltan Istvan, candidato del Partido Transhumanista a la presidencia de los Estados Unidos en 2016[17][18]
- Nickolas Wildstar, activista político, rapero y candidato por escrito a gobernador en 2014[19][20]

### Partido Verde
- Christopher Carlson, titiritero
- Josh Jones, autor, geólogo, diseñador de energía solar

### Partido Paz y Libertad
- Gloria La Riva, activista y nominada por el Partido Paz y Libertad para presidenta de los Estados Unidos en 2016[21]

### Independientes
- Shubham Goel (más tarde concursante de The Circle US de Netflix)[22]
- Hakan Mikado
- Desmond Silveira, ingeniero y exmiembro del comité nacional del Partido Americano de Solidaridad
- Jeffrey Edward Taylor
- Johnny Wattenburg

## Encuestas
| Fecha                    | Gavin Newsom (D) | John Herman Cox (R) |
| ------------------------ | ---------------- | ------------------- |
| 3 de noviembre de 2018   | 58%              | 38%                 |
| 30 de octubre de 2018    | 47%              | 37%                 |
| 27 de octubre de 2018    | 55%              | 42%                 |
| 26 de octubre de 2018    | 55%              | 35%                 |
| 25 de octubre de 2018    | 58%              | 40%                 |
| 24 de octubre de 2018    | 53%              | 34%                 |
| 21 de octubre de 2018    | 49%              | 38%                 |
| 20 de octubre de 2018    | 54%              | 11%                 |
| 19 de octubre de 2018    | 52%              | 32%                 |
| 14 de octubre de 2018    | 52%              | 35%                 |
| 7 de octubre de 2018     | 54%              | 42%                 |
| 30 de septiembre de 2018 | 50%              | 45%                 |
| 21 de septiembre de 2018 | 53%              | 42%                 |
| 18 de septiembre de 2018 | 51%              | 39%                 |
| 15 de septiembre de 2018 | 52%              | 40%                 |
| 9 de septiembre de 2018  | 48%              | 40%                 |
| 29 de agosto de 2018     | 44%              | 39%                 |
| 17 de julio de 2018      | 55%              | 31%                 |
| 27 de junio de 2018      | 58%              | 29%                 |
| 17 de junio de 2018      | 45%              | 28%                 |
| 30 de marzo de 2018      | 42%              | 32%                 |

## Resultados

### Elección primaria
|       | Demócrata      | Gavin Newsom            | 2,343,792 | 33.7   |
|       | Republicano    | John H. Cox             | 1,766,488 | 25.4   |
|       | Demócrata      | Antonio Villaraigosa    | 926,394   | 13.3   |
|       | Republicano    | Travis Allen            | 658,798   | 9.5    |
|       | Demócrata      | John Chiang             | 655,920   | 9.4    |
|       | Demócrata      | Delaine Eastin          | 234,869   | 3.4    |
|       | Demócrata      | Amanda Rentería         | 93,446    | 1.3    |
|       | Republicano    | Robert C. Newman II     | 44,674    | 0.6    |
|       | Demócrata      | Michael Shellenberger   | 31,692    | 0.5    |
|       | Republicano    | Peter Y. Liu            | 27,336    | 0.4    |
|       | Republicano    | Yvonne Girard           | 21,840    | 0.3    |
|       | Paz y Libertad | Gloria La Riva          | 19,075    | 0.3    |
|       | Demócrata      | J. Bribiesca            | 18,586    | 0.3    |
|       | Verde          | Josh Jones              | 16,131    | 0.2    |
|       | Libertario     | Zoltan Istvan           | 14,462    | 0.2    |
|       | Demócrata      | Albert Caesar Mezzetti  | 12,026    | 0.2    |
|       | Libertario     | Nickolas Wildstar       | 11,566    | 0.2    |
|       | Demócrata      | Robert Davidson Griffis | 11,103    | 0.2    |
|       | Demócrata      | Akinyemi Agbede         | 9,380     | 0.1    |
|       | Demócrata      | Thomas Jefferson Cares  | 8,937     | 0.1    |
|       | Verde          | Christopher N. Carlson  | 7,302     | 0.1    |
|       | Demócrata      | Klement Tinaj           | 5,368     | 0.1    |
|       | Independiente  | Hakan Mikado            | 5,346     | 0.1    |
|       | Independiente  | Johnny Wattenburg       | 4,973     | 0.1    |
|       | Independiente  | Desmond Silveira        | 4,633     | 0.1    |
|       | Independiente  | Shubham Goel            | 4,020     | 0.1    |
|       | Independiente  | Jeffrey Edward Taylor   | 3,973     | 0.1    |
| Total | Total          | Total                   | 6,862,254 | 100.0% |

### Elección general
| Elección para gobernador de California de 2018 | Elección para gobernador de California de 2018 | Elección para gobernador de California de 2018 | Elección para gobernador de California de 2018 | Elección para gobernador de California de 2018 | Elección para gobernador de California de 2018 |
| Partido                                        | Partido                                        | Candidato/a                                    | Votos                                          | %                                              |                                                |
| ---------------------------------------------- | ---------------------------------------------- | ---------------------------------------------- | ---------------------------------------------- | ---------------------------------------------- | ---------------------------------------------- |
|                                                | Demócrata                                      | Gavin Newsom                                   | 7,721,410                                      | 61.95%                                         |                                                |
|                                                | Republicano                                    | John H. Cox                                    | 4,742,825                                      | 38.05%                                         |                                                |
| Total                                          | Total                                          | Total                                          | 12,464,235                                     | 100.0%                                         |                                                |
|                                                | Control Demócrata                              |                                                |                                                |                                                |                                                |